# Martyrs d'Abitène
Les martyrs d'Abitène sont un groupe de chrétiens d'Afrique du Nord mis à mort au printemps 304. Ces martyrs sont commémorés le 12 février selon le Martyrologe romain.

## Historique
Au IIIe siècle, l'actuelle Tunisie, à l'époque partie de l'Afrique proconsulaire, fait partie de l'Empire romain. En refusant les cultes civiques de Rome, les chrétiens qui pratiquent le prosélytisme se rendent coupables de crime contre la raison d'État. En 250, l'empereur Dèce décide de rendre obligatoire le culte impérial. Les chrétiens seront condamnés s'ils refusent de se convertir. 
Saint Cyprien, évêque de Carthage, est décapité en 258. Après une période de tolérance religieuse à partir de 260, dite Petite paix de l'Église, quatre édits sont signés par l'empereur Dioclétien en 303 et 304 ordonnant la destruction des édifices du culte chrétien et des Saintes Écritures et obligation pour tous les chrétiens de sacrifier aux cultes romains. C'est la persécution de Dioclétien : il est interdit aux chrétiens, sous peine de mort, de posséder les Écritures, de créer des lieux de culte et de se réunir le dimanche.
En 304, dans une petite localité nommée Abitène ou Abitina, située près de Membressa (actuelle ville de Medjez el-Bab), 49 chrétiens, 31 hommes et 18 femmes réunis chez Octave Félix autour de la figure d'un prètre appelé Saturnin, sont surpris un dimanche célébrant l'Eucharistie. Arrêtés le 12 février, ils sont amenés les pieds enchaînés à Carthage pour être interrogés par le proconsul Caius Annius Anullinus. Anullinus leur demande pourquoi ils avaient transgressé l'ordre de l'empereur ; un certain Eméritus répond : Sine dominico non possumus. Après d'atroces tortures, ils sont mis à mort.

## Hommage
Le pape Benoît XVI, dans le cadre du congrès eucharistique qui a lieu en 2005 à Bari (Italie), invitant les fidèles à redécouvrir la « joie du dimanche », a rendu hommage à ces premiers chrétiens.